# لاري سبيكس
لاري سبيكس (بالإنجليزية: Larry Speakes) (و. 1939 – 2014 م) هو صحفي من الولايات المتحدة الأمريكية . ولد في كليفلاند . تولى منصب السكرتير الصحفي للبيت الأبيض .
وهو عضو في الحزب الجمهوري، والحزب الديمقراطي الأمريكي .
توفي في كليفلاند .